# Ladesmastraat
De Ladesmastraat is een straat in het centrum van Paramaribo die van de Saramaccastraat naar de Samsonstraat loopt.

## Naamgever
De straat draagt deze naam sinds ten minste 1834 en is vernoemd naar Abraham Ladesma. Hij geldt als een belangrijk vertegenwoordiger van de Joodse gemeenschap in Suriname in het midden van de 18e eeuw. Nog in Amsterdam, was hij verbonden aan het Portugees-Israëlietische seminarie Ets Haim. In 1731 vertrok hij na zijn studie in Leiden naar de Jodensavanne in Suriname, waar hij diende als opperrabbijn en arts. Vier jaar later vertrok hij na onenigheid naar Paramaribo en trad daar in 1736 aan als opperrabbijn voor de oude Portugese gemeente Beracha Ve Shalom. In 1741 verbond hij zich aan de Nederlands-Israëlische gemeente die zich daarvan afgescheiden had en verderging onder de naam Neve Shalom.

## Criminaliteit
Tingi Oekoe, zoals de Ladesmastraat, Saramaccastraat, Samsonstraat en Timmermanstraat samen wel worden genoemd, staat begin 21e eeuw bekend om herhaaldelijke criminele en gewelddadige incidenten en straatprostitutie.

## Bouwwerken
De straat begint vanaf de Saramaccastraat en kent twee monumenten. Er is een afslag naar links naar de Hoogestraat. Net voorbij Bakkerij Lai A Fat (rechts) bevindt zich links Popki Djari. De straat buigt daar naar rechts en gaat verder als de Samsonstraat.
Popki Dyari is een parkeerterrein en sinds 2010 het busstation voor de route Paramaribo-Lelydorp (PL). Van circa 2017 tot en met 2022 stonden hier standhouders die voornamelijk kleding en schoeisel verkochten. Het terrein heeft ook ingangen aan de Zwartenhovenbrugstraat en de Dr. Sophie Redmondstraat.

### Monumenten
De volgende panden in de Ladesmastraat staan op de monumentenlijst:
| Omschrijving | Bouwjaar | Adres            | Coördinaten                  | Objectnummer? | Afbeelding                    |
| ------------ | -------- | ---------------- | ---------------------------- | ------------- | ----------------------------- |
| woonhuis     |          | Ladesmastraat 14 | 5° 49' 23" NB, 55° 9' 44" WL | CPO 055       | Meer afbeeldingen Upload foto |
| woonhuis     |          | Ladesmastraat 16 | 5° 49' 23" NB, 55° 9' 44" WL | CPO 056       | Meer afbeeldingen Upload foto |